# Mont Pisgah
Mont Pisgah är ett berg i Kanada.   Det ligger i provinsen Québec, i den sydöstra delen av landet, 400 km öster om huvudstaden Ottawa. Toppen på Mont Pisgah är 1 024 meter över havet, eller 500 meter över den omgivande terrängen. Bredden vid basen är 4,8 km.
Terrängen runt Mont Pisgah är huvudsakligen kuperad, men åt nordväst är den platt. Trakten runt Mont Pisgah är nära nog obefolkad, med mindre än två invånare per kvadratkilometer.. Det finns inga samhällen i närheten. 
I omgivningarna runt Mont Pisgah växer i huvudsak blandskog.